# Academia de Filmes
Academia de Filmes é uma produtora independente de publicidade, cinema, televisão e outras telas.

## História
Fundada em 1996 por Paulo Roberto Schmidt , Marily Raphul e Tadeu Jungle , a produtora está presente em São Paulo, Rio de Janeiro, Curitiba e Brasília.
Realiza também projetos culturais e de entretenimento por meio da Base7, sua empresa-sócia, que foi a responsável pelas exposições de Mestres do Renascimento, Caravaggio, Giacometti, De Chirico no Brasil, além de projetos como o Museu do Holocausto, Museu Tam, Museu do Futebol e Senna Experience.

## Publicidade
Tem forte atuação no mercado publicitário, com mais de 7 mil filmes produzidos. Em sua história na publicidade, teve o reconhecimento de prêmios importantes, como Caboré, Profissionais do Ano, Prêmio Colunistas, Fiap e Clio.

### Cinema
Suas obras cinematográficas também foram premiadas por, entre outros, Academia de Artes e Ciências Cinematográficas da Argentina, Festival do Rio, Festival Internacional de Cinema de Guadalajara, Festival Internacional de Cinema de San Sebastian e Prêmio Fiesp/Sesi-SP de Cinema.
- “Infância Clandestina”  [3](2011)
- “Amanhã Nunca Mais” [4](2011)
- “Natimorto” (2009)
- “Cabeça a Prêmio” (2009)
- “EvoÉ! Retrato de um Antropófago” (2011)
- “Titãs – A Vida até Parece Uma Festa” (2008)
- “Histórias do Rio Negro” (2007)

### Televisão
- “Milagres de Jesus” [5](Rede Record/2014)
- “Noite de Arrepiar” (Record/2013)
- “A Tragédia da Rua das Flores” (Record/2012)
- “Natália” [6](TV Brasil/2011)
- “Amor em 4 Atos” (Globo/2011)
- “Amores Expressos” (Cultura/2011)
- “A Pedra do Reino” (Globo/2007)
- “Amores Expressos” (Cultura/2011)
- “Temporada de Moda Capricho” (Boomerang/2010 a 2011- segunda e terceira temporadas)
- “É Tudo Improviso” (Band/2010 a 2011- primeira, segunda e terceira temporadas)

### Música
- “O Melhor da Vida” [7](Marcelo Jeneci/2014)
- “Gueto” (Marcelo D2/2006)
- “Além do Horizonte” (Jota Quest/2005)
- “Palavras Repetidas” (Gabriel, o Pensador/2005)
- “Respirar Você” (Capital Inicial/2005)
- “Perto de Deus” (Cidade Negra/2004)
- “Vou Duvidar” (Titãs/2004)
- “Mind War” (Sepultura/2004)
- “Sorte Grande” (Ivete Sangalo/2003)
- “Vou Deixar” (Skank/2003)